# O viziune a sentimentelor
O viziune a sentimentelor este un volum de poezii al poetului român Nichita Stănescu, publicat în 1964 la Editura pentru Literatură. Volumul a fost distins cu Premiul Uniunii Scriitorilor.
Volumul conține următoarele poezii:
- Lauda omului
- Continuitate
- Geneza
- Vârsta de aur a dragostei
- Leoaică tânără, iubirea
- Îmbrățișarea
- Visul unei nopți de iarnă
- Amfion, contructorul
- Mișcare în sus
- De-a sufletul
- Sunt un om viu
- Cântec
- Poveste sentimentală
- Ploaie în luna lui Marte
- Viața mea se iluminează
- Mi-amintesc cu uimire
- Oră fericită
- Epilog la lumea veche
- Cântec
- Cu o ușoară nostalgie
- La-nceputul serilor
- Dansul
- Cântec fără răspuns
- Clar de inimă
- Sfârșit de anotimp
- Emoție de toamnă
- Poetul și dragostea
- Cântec de om
- Spre Andromeda

### Nichita Stănescu despreO viziune a sentimentelor
Conform unui interviu luat la Televiziunea Română, Nichita Stănescu a afirmat următoarele despre al doilea volum al său de poezii: 
| “ | O viziune a sentimentelor..., care este întrucâtva [un debut] mai fericit decât primul, pentru că O viziune a sentimentelor este, de fapt, tot Sensul iubirii. O mare parte din materialul poetic ... uite ... brusc m-am gândit dacă despre creier se poate ... dacă creierul poate fi numit material, materialul numit creier ... o parte din materialul convențional, o parte din materialul numit creier, care era dedicat, era predestinat să intre în prima carte, a intrat în a doua carte. Eh ... a doua carte este umbra primei cărți. | ” |

1. ↑  Stănescu, Nichita (2010). Noduri și semne. Curtea Veche Publishing. p. 9.
2. ↑  Marian Chirulescu, Paul D. Popescu, Mihaela Radu (2021). Personalități prahovene. Dicționar biobibliografic. Darkoprint. p. 584.